# Baculoviridae
Baculoviridae es una familia de virus infectivos para artrópodos. Poseen un genoma con ADN de cadena doble como ácido nucleico, por lo que  se incluyen en el Grupo I de la Clasificación de Baltimore. El genoma es circular con un tamaño de 80-180 kpb. Se caracterizan por albergar dicha información genética en una cápside recubierta de envoltura viral y estructuralmente definida por una simetría cilíndrica, de un tamaño (con envoltura) de 40-110 por 200-400 nm; y por ensamblar los viriones maduros en el núcleo como compartimento celular.
Se conocen cuatro géneros:
- Betabaculovirus. Contienen una única nucleocápside por envoltura y los viriones están envueltos en una matriz de granulina. Además, contienen un único virión por cuerpo de oclusión.
- Alphabaculobirus, Deltabaculovirus y Gammabaculovirus. Pueden contener una o varias nucleocápsides por envoltura y los viriones (incluyendo la envoltura) están adicionalmente envueltos en una matriz de polihedrina. Además, contienen múltiples viriones por cuerpo de oclusión.

Los baculovirus exhiben un tropismo muy específico con la especie de invertebrado que infectan, con más de 600 especies de huéspedes descritas. Los huéspedes más comunes son las larvas de polillas, pero estos virus también se pueden encontrar infectando moscas sierra, mosquitos y camarones. No se conocen especies que infecten células de mamíferos o de otros animales vertebrados.
Los baculovirus son patógenos específicos que atacan a los insectos y otros artrópodos, por lo que uno de sus usos más frecuentes es como insecticida biológico, es decir, como agentes para controlar las plagas que afectan a las cosechas. El comportamiento de los baculovirus es similar al del virus herpes que afecta a los humanos, ya que el virus tiene una doble estrategia que le permite permanecer asociado al huésped sin causar ninguna enfermedad, pero, por otra parte, algún elemento todavía desconocido sirve de desencadenante para que el virus se reactive, empiece a crecer en el huésped y acabe matándolo.

## Ciclo vital
Los baculovirus presentan dos formas distintas durante su ciclo vital. Los virus derivados ocluidos (ODV) son responsables de la infección primaria del huésped y están presentes en una matriz proteica (polihedrina o granulina), mientras que los virus de gemación (BV) se liberan de las células huésped durante la infección secundaria.
Típicamente, la infección inicial se produce cuando el huésped, un insecto susceptible, se alimenta de las plantas que están contaminadas con la forma de oclusión del virus. La proteína de la matriz se disuelve en el medio alcalino del estómago del huésped, liberando ODVs que entonces se fusionan con la membrana celular del epitelio columnar del intestino del huésped y se introducen en la célula en endosomas. Las nucleocápsides escapan de los endosomas y son transportados al núcleo. Este paso es posiblemente mediado por filamentos de actina. La transcripción y replicación viral se produce en el núcleo de la célula y nuevas partículas BV se desprenden por gemación desde el lado basolateral que propagan la infección sistémicamente. Durante la gemación, las partículas BV adquieren partes de la membrana de la célula huésped con glicoproteínas virales expresadas.
La infección por baculovirus puede dividirse en tres fases: temprana (0-6 horas de la infección), tardía (6-24 horas) y muy tardía (18-24 a 72 horas). La forma BV se produce en la fase tardía, mientras que la ODV lo hace en la fase muy tardía. Esta adquiere la envoltura a partir del núcleo de la célula huésped y es embebida en la matriz de proteína del cuerpo de oclusión. Estos cuerpos de oclusión son liberados cuando las células se lisan para propagar la infección a otros huéspedes. La lisis extensiva de las células con frecuencia hace que el insecto huésped literalmente se derrita. Para garantizar su supervivencia en la naturaleza, las partículas de ODV-polihedrina son resistentes a inactivación por luz y calor, mientras que BV es más sensible a las condiciones del medio ambiente. 

## Estructura del virión

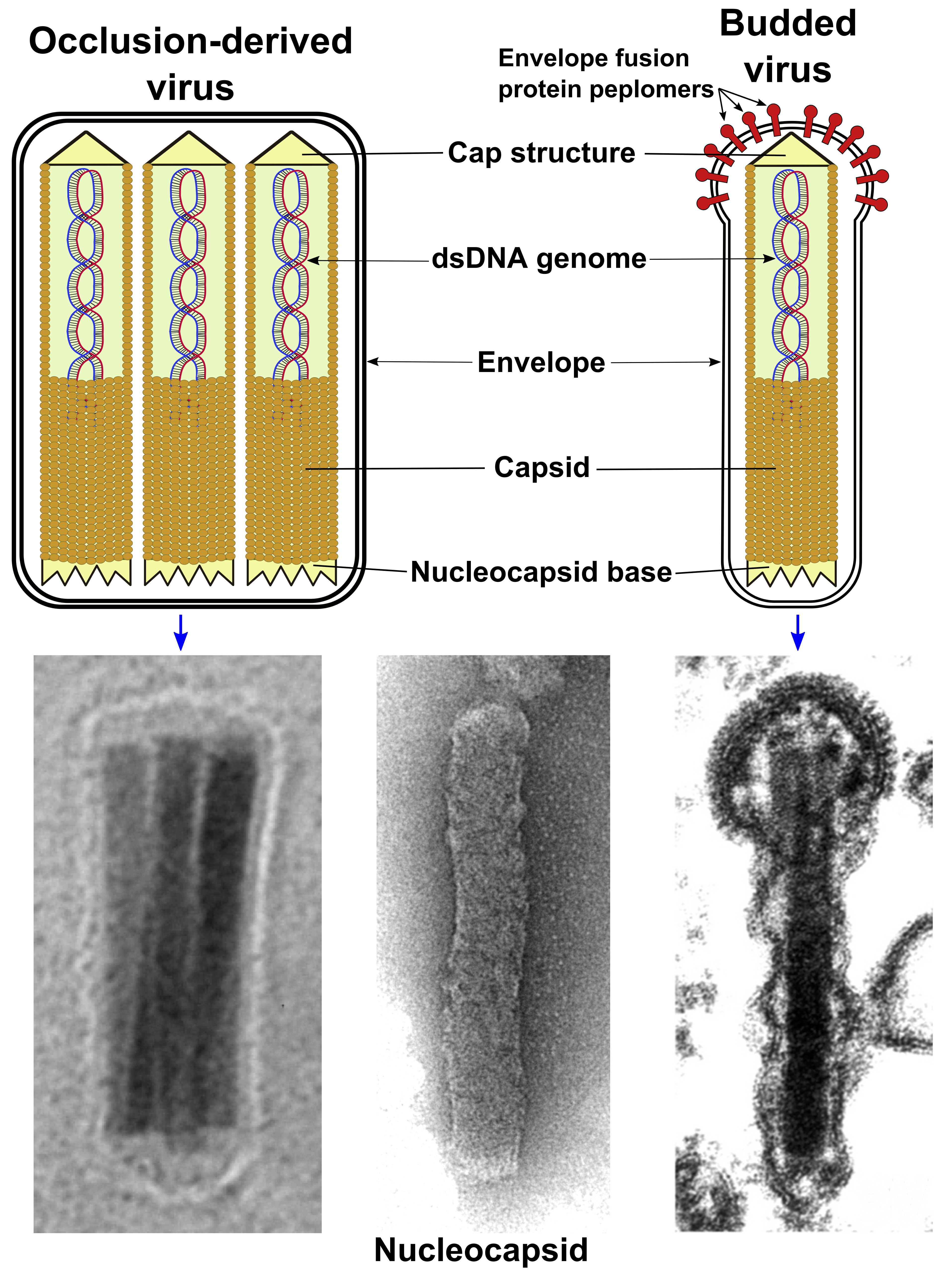

El baculovirus más estudiado es Nucleopolyhedrovirus multicápside de Autographa californica (AcMNPV). El virus fue aislado originalmente del lepidóptero Autographa californica y contiene un genoma de 134 kpb de longitud con 154 marcos abiertos de lectura (ORF). La principal proteína de la cápside, VP39, junto con algunas proteínas pequeñas, forma la nucleocápside (21 nm x 260 nm) que encierra el ADN con proteína p6.9.
La forma BV adquiere su envoltura de la membrana celular y requiere una glicoproteína gp64 para poder difundir la infección sistémica. Esta proteína forma estructuras denominadas peplómeros sobre un extremo de las partículas BV, pero no se encuentra en las ODV (aunque varias otras proteínas se presentan únicamente en la forma ODV). También existen algunas diferencias en la composición de lípidos de la envoltura viral de las dos formas. Mientras que la envoltura de BV consta de fosfatidilserina,  ODV contiene fosfatidilcolina y fosfatidiletanolamina.